# Mykola (prénom)
Cette page présente le prénom Mykola ainsi que ses variantes.
Mykola est un prénom ukrainien correspondant à Nicolas.

## Étymologie
Le prénom est considéré comme étant une combinaison des noms de saint Nicolas et de l'archange Michel, qui s'est produite lors de la christianisation primitive des Slaves occidentaux. Des traces de cette combinaison sont conservées dans les éléments de la vénération de saint Nicolas.

## Personnalités portant ce prénom
- Pour l'ensemble des articles sur les personnes portant ce prénom, consulter :
  - la liste des articles dont le titre commence par ce prénom
  - les listes produites par Wikidata : Liste des personnes de prénom « Mykola (prénom) » — même liste en incluant les éventuels prénoms composés qui contiennent « Mykola (prénom) ».

- Mykola Avilov, décathlète soviétique ukrainien
- Mykola Azarov, premier ministre d'Ukraine de 2010 à 2014
- Mykola Balan, militaire ukrainien, commandant de la Garde nationale ukrainienne
- Mykola Bytchok, cardinal et évêque catholique ukrainien
- Nicolas Gogol, écrivain d'origine ukrainienne qui a écrit en russe parce que la langue ukrainienne était interdite dans l'Empire russe
- Mykola Ischenko, footballeur ukrainien
- Mykola Konrad (en), prêtre gréco-catholique ukrainien, martyr en 1941
- Mykola Leontovych, compositeur, chef de chœur et professeur ukrainien
- Mykola Matviyenko, footballeur ukrainien, rôle, défenseur gauche
- Mykola Milchev, tireur sportif ukrainien et champion olympique de skeet en 2000
- Mykola Morozyuk, footballeur ukrainien
- Mykola Musolitin, footballeur ukrainien, rôle de milieu de terrain
- Mykola Pymonenko, peintre ukrainien